# Massimo Felisatti
Massimo Felisatti (* 12. Mai 1932 in Ferrara; † 7. September 2016 in Rom) war ein italienischer Roman- und Drehbuchautor sowie Übersetzer.

## Leben
Felisatti schloss in Literaturwissenschaften ab und wirkte als Zeitschriftenherausgeber und Kulturmanager. 1966 zog er nach Rom, wo er nun als Übersetzer (Le opere latine di Dante, La storia dei Langobardi) und Autor arbeitete. Zu seinen bekanntesten Werken dieser Zeit zählt Un delitto della polizia?. Mit dem ebenfalls aus Ferrara stammenden Fabio Pittorru schrieb er zahlreiche Kriminalgeschichten, die auch zu einem Auftrag für die Fernsehreihe Qui squadra mobile; die von 1973 an zwei Jahre lang gesendet wurde, führte.
Bereits seit 1968 hatte er, auch hier fast immer zusammen mit Pitorru, für das Kino gearbeitet. In seinen Drehbüchern gelangen ihnen, obwohl häufig für Genrefilm geschrieben, dabei immer wieder Reflexionen zur soziokulturellen Lage ihres Heimatlandes. 1976 führte er die Ko-Regie unter dem Pseudonym „Ferrara“ bei Sergio Griecos I violenti di Roma bene. Nach dem Erfolg der ersten Fernsehserie arbeitete Felisatti auch weiterhin oft für Fernsehfilme und -miniserien.
2001 nahm Felisatto am Dokumentarfilm-Projekt Un altro mondo è possibile teil, das anlässlich des G8-Gipfels in Genua durchgeführt wurde.
Als Kriminalautor gewann er 1973 für Violenza a Roma den Gran premio Giallo città di Cattolica.

## Filmografie (Auswahl)
- 1969: Violenza al sole
- 1971: Die Grotte der vergessenen Leichen (La notte che Evelyn uscì della tomba)
- 1972: Gewalt – die fünfte Macht im Staat (La violenza: quinto potere)
- 1976: I violenti di Roma bene (auch Ko-Regie)
- 2005: E ridendo l'uccise